# Neilson Peak
Der Neilson Peak (in Chile Monte Lavín, in Argentinien Monte Berezosky) ist ein 1250 m hoher Berg an der Black-Küste des Palmerlands auf der Antarktischen Halbinsel. Er ragt im Zentrum des Parmelee-Massivs am Kopfende des Lehrke Inlet auf.
Der United States Geological Survey kartierte ihn 1974. Das Advisory Committee on Antarctic Names benannte ihn 1976 nach David R. Neilson, Biologe im United States Antarctic Research Program auf der Palmer-Station im Jahr 1975. Namensgeber der chilenischen Benennung ist Staffelführer Alfredo Lavín Ramírez von der chilenischen Luftwaffe, Teilnehmer an der 4. Chilenischen Antarktisexpedition (1949–1950) und späterer Botschafter seines Landes in Honduras. In Argentinien ist der Berg nach dem Marineingenieur Carlos Berezoski benannt.